# إد تيك 5
آي دي تيك 5 (بالإنجليزية: id Tech 5) ، هو محرك ألعاب أنشئ عام 2011 ، ويعمل لإستخدام أنظمة ألعاب الفيديو مثل بلاي ستيشن 4 وإكس بوكس ون وغيرها، ومن أمثلة على ذلك، لعبة ريج ولعبة ولفينشتاين : ذا نيو أوردر و ذا إيفل ويذين.

## مصدر
1. ↑  Gaminggroove.com. "Cain's Carmack Quickie". مؤرشف من الأصل في 2007-10-15.

## وصلات خارجية
- Official id Tech 5 licensing page في أرشيف الإنترنت(أرشفت في  مارس 2, 2009)
- id Tech 5 press release في أرشيف الإنترنت(أرشفت في  نوفمبر 18, 2007)
- From Texture Virtualization to Massive Parallelization (SIGGRAPH 2009)
- Timothee Besset's Blog post on possible porting to Linux

الوسائل الإعلامية
- John Carmack demonstrates id Tech 5 at WWDC 2007 على يوتيوب
- Matt Hooper demonstrates id Tech 5 at QuakeCon 2007